# John Sutherland
Pour les articles homonymes, voir Sutherland.
John Sutherland, né le 11 septembre 1910 à Williston et mort le 17 février 2001 à Van Nuys, est un animateur américain.
Il est assistant réalisateur sur les premiers films de Walt Disney, dont la série des Mickey Mouse.
En 1942, il prête sa voix pour la version originale de Bambi adulte.
Il créa en 1944, son propre studio de production John Sutherland Productions sur les conseils de Walt Disney mais poursuit sa collaboration avec Disney jusqu'en 1948. En 1951, il produit Meet King Joe, un court métrage.